# Suede
Pour les articles homonymes, voir Suède (homonymie).
Ne doit pas être confondu avec Suède.
Suede (également connu sous The London Suede aux États-Unis) est un groupe de rock alternatif britannique, originaire de Londres, formé en 1989. Influencé par David Bowie, Suede remet au goût du jour le glam rock et inaugure l'ère de la britpop en 1993. Auteurs de cinq albums entre 1992 et 2002, le groupe se sépare en 2003, avant son retour en 2010.
Brett Anderson, leader du groupe, et Bernard Butler, guitariste historique parti en 1994, forment The Tears, expérience éphémère autour d'un album sorti en 2005, Here Come the Tears. En 2010, Suede se reforme sans Butler pour une série de concerts puis publie Bloodsports en 2014.

## Biographie

### Débuts (1989–1991)
Après avoir débuté au sein du groupe Geoff, le chanteur Brett Lee Anderson et le bassiste Mat Osman forment Suave and Elegant en 1988 et recrutent le guitariste Bernard Butler. Justine Frischmann, qui est alors la petite amie de Brett, complète la formation, entretemps rebaptisée Suede. Frischmann quitte le groupe dès 1991 pour poursuivre ses études, elle réapparaîtra ensuite au sein d'Elastica. À ses débuts Suede a recours à une boîte à rythmes avant de s'attacher brièvement les services de l'ancien batteur des Smiths, Mike Joyce. La sortie de leur premier single Be My God est annulée à la suite d'un désaccord avec leur label RML Records. Joyce est rapidement remplacé par le batteur Simon Gilbert.

### Période Bernard Butler (1992–1995)
Suede signe un nouveau contrat avec Nude Records et se retrouve en couverture du Melody Maker avant même d'avoir publié son premier single. The Drowners sort en mai 1992 et est bientôt suivi de Metal Mickey et Animal Nitrate. Le premier album du groupe produit par Ed Buller atteint la première place des ventes au Royaume-Uni et remporte le Mercury Music Prize en 1993 Le succès est tel que Morrissey (ancien chanteur des Smiths) reprendra même la chanson My Insatiable one, face-B de The Drowners. Après une tournée européenne au printemps 1993, Suede donne un concert caritatif à Londres où ils invitent Siouxsie pour interpréter avec Bernard Butler une version de Carolyne Says de Lou Reed. Aux États-Unis, le groupe doit faire face à un problème inattendu : pour éviter les poursuites entamées par une artiste américaine portant le même nom qu'eux, ils doivent publier leurs disques sous le nom The London Suede.
Le single Stay Together se classe troisième des charts britanniques au début de l'année 1994, mais l'enregistrement du second LP Dog Man Star est perturbé par le départ du guitariste Bernard Butler, qui laisse planer le doute sur l'avenir du groupe. L'album sort en octobre 1994, son ambiance sombre contraste avec les productions du mouvement britpop, emmené par Oasis et Blur, faisant flancher le succès du groupe, l'album ne restant dans le top 10 qu'une semaine où il culmine à la 3e place, restant ainsi le seul album du groupe qui n'aie pas atteint le sommet. Butler est finalement remplacé par Richard Oakes, alors âgé de dix-sept ans, et Suede peut démarrer une tournée mondiale.

### Période Richard Oakes (1996–2003)
Au début de l'année 1996, Suede recrute le claviériste Neil Codling et commence à travailler sur un nouvel album. Coming Up est édité en 1996 et atteint la première place des charts britanniques ; les cinq singles issus du disque se classent dans le top 10, néanmoins les ventes sont moins élevées aux États-Unis.
La compilation de faces-B Sci-Fi Lullabies sort en 1997 et sert de parenthèse avant le nouvel album, Head Music, œuvre plus collective produite par Steve Osborne et éditée en 1999, alors qu'Anderson subit les affres de son addiction au crack. L'album se classe numéro 1 au Royaume-Uni mais les singles sont cette fois moins populaires et le son plus axé sur l'électronique divise la critique.
Atteint du syndrome de fatigue chronique, Neil Codling annonce son départ du groupe en mai 2001 : Alex Lee le remplace aux claviers, tandis qu'Anderson surmonte finalement sa dépendance aux drogues. À la suite de la cessation d'activité du label Nude, A New Morning, paraît l'année suivante chez Columbia Records / Sony. La production est finalement confiée à Stephen Street et John Leckie (le groupe demeurait insatisfait du disque produit initialement par Tony Hoffer), mais l'album se vend moins bien que ses prédécesseurs. Il est suivi en 2003 par la compilation Singles et l'inédit Attitude. Suede se sépare finalement fin 2003.
Anderson et Butler se retrouvent ensuite pour former un nouveau groupe éphémère, The Tears, qui se sépare après un seul album, Here Come The Tears. Tandis que Butler poursuit ses collaborations diverses et son travail de producteur, Anderson sort un album solo éponyme en janvier 2007, un deuxième intitulé Wilderness en juillet 2008, Slow Attack en novembre 2009, puis Black Rainbows en 2011.

### Reformation (depuis 2010)

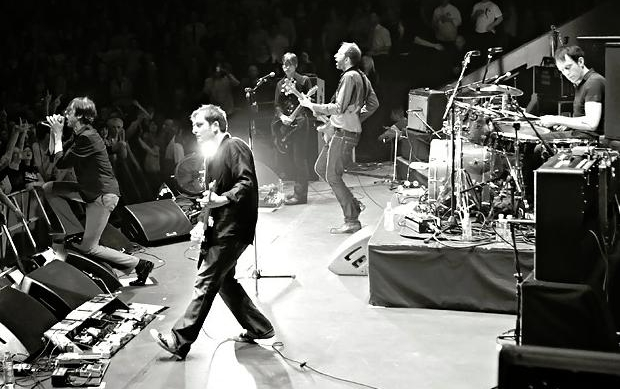
Suede en concert au Royal Albert Hall en 2010. De gauche à droite : Brett Anderson, Richard Oakes, Neil Codling, Mat Osman, et Simon Gilbert.

Un concert unique a lieu le 24 mars 2010 au Royal Albert Hall de Londres, au profit du Teenage Cancer Trust. Le groupe annonce ensuite une série de concerts en Europe, passant par l'Élysée Montmartre à Paris et culminant à l'O2 Arena de Londres à l'automne 2010, célébrant par la même occasion la sortie d'un double best of.
En 2011 Suede participe au festival Coachella en avril puis fait la promotion de la réédition des cinq albums en version double CD+DVD. Les albums, remasterisés par tous les membres du groupe, y compris Bernard Butler, sortent en juin. Ils contiennent des titres et des vidéos rares, voire jamais entendus, censés refléter quatorze ans de carrière.
2013 voit la sortie du sixième album de Suede, Bloodsports, suivi d'une tournée européenne durant l'automne.
En 2016, sort leur septième album Nights Thoughts. L'album sort accompagné d'un film réalisé par le photographe Roger Sargent.

## Membres

### Membres actuels
- Brett Anderson - chant (depuis 1989)
- Mat Osman - basse (depuis 1989)
- Simon Gilbert - batterie (depuis 1991)
- Richard Oakes - guitare (depuis 1994)
- Neil Codling - claviers (1996-2001, depuis 2010)

### Anciens membres
- Bernard Butler - guitare (1989-1994)
- Justine Frischmann - guitare (1989–1991)
- Alex Lee - claviers (2001-2003)

## Discographie

### Albums studio
- 1993 - Suede (Nude Records)
- 1994 - Dog Man Star (Nude Records)
- 1996 - Coming Up (Nude Records)
- 1999 - Head Music (Nude Records)
- 2002 - A New Morning (Columbia Records / Sony Music)
- 2013 - Bloodsports (Warner Music)
- 2016 - Night Thoughts (Warner Music)
- 2018 - The Blue Hour (Suede Ltd. / Warner Music)
- 2022 - Autofiction (Suede Ltd. / BMG Rights Management)
- 2025 - Antidepressants (Suede Ltd. / BMG Rights Management)

### Compilations
- 1997 - Sci-Fi Lullabies (Compilation de faces B de 1992-1997)
- 2003 - Singles
- 2010 - The Best of Suede
- 2020 - Beautiful Ones: The Best of Suede 1992-2018
- 2025 - Sci-Fi Lullabies 2 (Compilation de faces B de 1999-2023 + 1 inédit Blinded)

### Singles
- 1992 : The Drowners
- 1992 : Metal Mickey
- 1993 : Animal Nitrate
- 1993 : So Young
- 1994 : Stay Together
- 1994 : We are the Pigs
- 1994 : The Wild Ones
- 1995 : New Generation
- 1996 : Trash
- 1996 : Beautiful Ones
- 1997 : Saturday Night
- 1997 : Lazy
- 1997 : Filmstar
- 1999 : Electricity
- 1999 : She's in Fashion
- 1999 :  Everything Will Flow
- 1999 : Can't Get Enough
- 2000 : Positivity
- 2002 : Obsessions
- 2003 : Attitude
- 2013 : Barriers
- 2013 : It Starts and Ends With You
- 2013 : Hit Me
- 2013 : For the Strangers
- 2015 : Outsiders
- 2016 : Like Kids
- 2016 : What I'm Trying To Tell You
- 2018 : Don't Be Afraid If Nobody Loves You
- 2018 : The Invisibles
- 2018 : Flytipping
- 2018 : Life Is Golden
- 2022 : She Still Leads Me On

### Pop culture
- Les chansons du groupe n'ont été que rarement utilisées au cinéma, mais apparaissent notamment dans À toute allure (The Chase) (avec le titre The Next Life) et dans les films de Gregg Araki : on peut ainsi entendre Trash sur la bande originale de Nowhere et un remix de The Chemistry Between Us sur celle de Splendeur. Le single So Young apparaît dans la BO de Dernier pub avant la fin du monde d'Edgar Wright.
- On peut retrouver le single The Beautiful Ones dans le 15e épisode de la 5e saison de Un, dos, tres.

## Vidéographie
- Love and Poison (vidéo d'un concert, 1993)
- Suede - Introducing The Band (vidéos, 1995)
- Lost in TV (vidéos, 2001)
- The Insatiable Ones (documentaire sur leurs 25 ans de carrière, 2019)